# Кванторна мінливість
Теорія кванторної мінливості — неокарнапівська метаонтологічна теорія Елі Хірша, що не існує однозначно найкращої онтологічної мови, за допомогою якої можна було б описати світ. Відповідно до його підходу існує кілька рівноправних мов, кожна з яких описує реальність не краще і не гірше за іншу. При цьому різні онтологічні позиції (ендурантистів і пердурантистів, мереологічних універсалістів і нігілістів тощо) виявляються істинними, якщо висловлювати їх відповідною мовою. В результаті все суперечки та розбіжності між філософами виявляються суто словесними.

## Розгляд різних мов
При розгляді різних мов Хірш використовує ортодоксальну куайновську ідею про те, що найкращим виразом для нашого поняття існування є квантор ∃: у різних мовах значення цього квантора по-різному, у зв'язку з чим стає можливим істинно стверджувати існування, наприклад, часових частин пердурантистською мовою і істинно заперечувати їх ендурантистською. Хірш каже, що поняття мінливості квантора є концепцією, яка стосується того, як працюють мови, і не пов'язана з онтологічним питанням про те, що «дійсно» існує.

## Приклад
Хірш наводить приклад суперечки між універсалістами, які стверджують, що існує об’єкт, що складається з, наприклад, носа Джо Байдена та Ейфелевої вежі, та нігілістами, які це заперечують. Сторонники кванторної мінливості стверджують, що обидві сторони можуть бути праві в залежності від того, як у їхніх мовах використовуються квантори існування.

## Суперечка з Теодором Сайдером
Головним опонентом Хірша у цьому питанні є Теодор Сайдер, який заперечує рівноправність різних кванторів. Він стверджує, що існує "найкраща" онтологічна мова (Ontologese), який краще за інших відображає фундаментальну структуру реальності. Хірш, натомість, вважає, що немає єдиного найкращого онтологічного мови, і що суперечки між різними онтологіями є суто словесними.